# Passo della Colla di Casaglia
Il passo della Colla di Casaglia è un valico dell'Appennino tosco-romagnolo che congiunge la valle del Mugello con quella del Lamone. 

## Ubicazione
Il passo è situato nel comune di Borgo San Lorenzo, in provincia di Firenze, a 913 m s.l.m., lungo la ex Strada statale 302 Brisighellese Ravennate. Prende il nome dalla frazione di Casaglia, che è il primo centro abitato che si incontra scendendo dal versante romagnolo. Dal passo si dirama, in direzione Nord, l'ex Strada statale 477 dell'Alpe di Casaglia che, superato il vicino Passo della Sambuca, discende la vallata del Senio.
Il passo è situato circa a metà del percorso della 100 km del Passatore, della quale costituisce il punto più alto.